# 苏梅岛
蘇梅島（泰語：/Ko Samui），一譯沙湄岛、蘇美島、阁沙梅岛，是泰國的一個島嶼，在行政区划上屬於素叻他尼府苏梅岛市。
該島是泰國第三大島嶼，僅次普吉島和閣昌島（象島）。位於首都曼谷南方約560公里處，長21公里，寬25公里，總面積228.7平方公里，人口約50,000人（2008年）。當地人民以務農為主，其中椰子的生產是重要經濟來源，島上的椰樹隨處可見，所以此島又被稱為「椰子島」；近年亦發展為泰國受歡迎的旅遊點之一。

## 歷史
來自馬來半島和華南的漁民約於十五世紀率先到蘇梅島居住，一幅繪於1687年的中國地圖就已經有蘇梅島的紀錄。「沙梅」（Samui）這個名稱來源不詳，有說來自當地一種稱為mui的樹木，又或來自馬來語saboey一詞，意即「安全的避風港」。而koh在泰語裡意為「島」。
苏梅岛直至二十世紀後期前仍甚少跟泰國本土往來，自成一個自給自足的社會。在1970年代初開始舖設道路之前，要由島的一端穿越中部的深山密林到達島的另一端，僅15公里的路程就得用上一整天。
苏梅岛人口約五萬多人，主要依賴出口椰子、橡膠，以及近年大力發展的旅遊業。島上設有一國際機場─苏梅国际机场，每天有直航航班來往首都曼谷及其他東南亞大城市如香港及新加坡。2008年，英國船運公司卡納德郵輪一艘載客量超過2,000人的豪華郵輪「維多利亞女皇號」（MS Queen Victoria）在航程中途停泊於蘇梅島，突顯了苏梅岛的旅遊熱點地位。
苏梅岛以島上未受破壞的自然環境宣傳旅遊業，但帶來收益的同時，旅客活動的增加亦正影響島上原有的自然環境及文化，加劇原居民與外地移民（外國或泰國其他地區）之間的衝突。

## 地理
苏梅岛位處泰國灣西南，距素叻他尼府（Surat Thani Province，簡稱「素叻府」）東北約35公里。苏梅岛大概呈圓形，最寬處約闊21公里，最長處約長25公里，平均約15公里寬，並由約60個大小島嶼所包圍。苏梅岛與這些島嶼共同組成安通海洋國家公園（Muko Ang Thong）。島的中部由幾乎無人居住的高山樹林（當地稱之為Khao Pom）所覆蓋，最高點海拔635米。其餘的低地由一條約51公里長、多沿海岸線行走的道路串連起來。
苏梅岛的前首府為那通（Nathon），在島的西北岸，現時仍是捕漁與渡輪服務的主要港口。那通是地區政府的所在地，也是當地的商業中心，大街上的舊式中國店舖是特色之一。而島上的每個海灘都會被視為一個小鎮，因為在海灘附近總會建有很多酒店、食肆及夜店。

## 行政区划
蘇梅島與附近的安通島嶼共同組成素叻府轄下的一個城市。蘇梅島本身為一個自治市（thesaban mueang）。下分為七個區（tambon）：
| 1. 安通（Ang Thong） 2. 利巴諾伊（Lipa Noi） 3. 塔林甘（Taling Ngam） 4. 那姆安（Na Mueang） 5. 馬叻（Maret） 6. 波卜（Bo Phut） 7. 湄南（Mae Nam） | Map of Tambon |

## 氣候
苏梅岛主要為熱帶氣候，每年的二月至八月是夏季，雨季與泰國其他地區一樣為五月至八月，期間時有驟雨。十月開始受季候風影響，蘇梅島會進入第二個雨季，一直持續至十二月中旬，這段期間的雨勢較大而且持續。

## 經濟
一直以來，苏梅岛的經濟依賴傳統農業及漁業，椰子更是重要的經濟來源。根據泰國觀光局網頁的數據，蘇梅島每個月平均出產二百萬個椰子到曼谷，故此有「椰子島」的稱號。1980年代起，旅遊業成為島上一門新興經濟產業，現時甚至取代了漁農業成為主要收入來源。近年島上建設起穩定的高速互聯網，更吸引不少資訊科技企業到來投資，加強了蘇梅的經濟多樣性。蘇梅怡人的氣候和容易到達的特點，亦是吸引國際投資者的重要因素。

## 交通

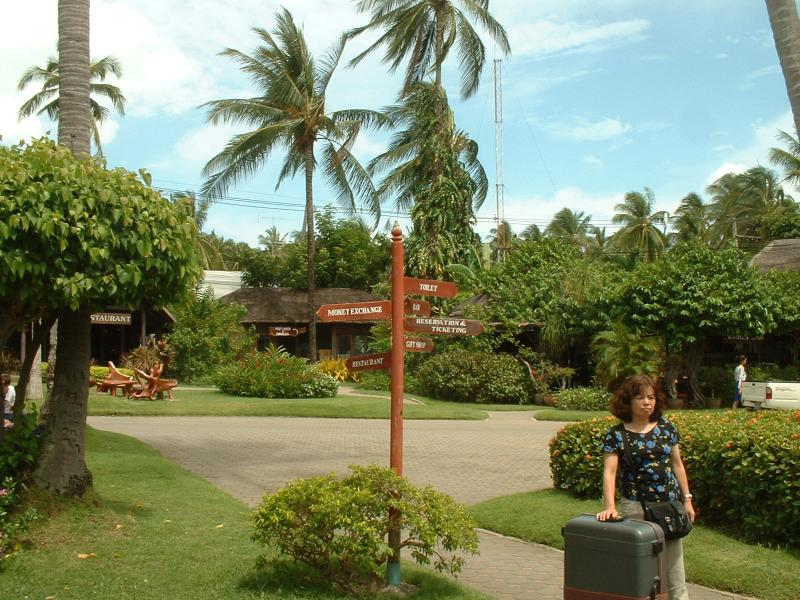
蘇梅機場

### 航空
苏梅国际机场位於島的東北方，由曼谷航空興建並管理。在泰國國際航空進駐之前，曼谷航空是唯一服務苏梅岛的航空公司。經空路到苏梅岛，可於曼谷搭乘曼谷航空直達蘇梅；或由曼谷飛往素叻府後，轉搭渡輪前往蘇梅島。
曼谷航空亦經營直飛香港、吉隆坡、新加坡的國際航班。

### 巴士
從曼谷搭乘巴士到素叻府，需時11小時。亦有公共巴士來往蘇梅島和泰國大陸。

### 鐵路
從曼谷華蘭蓬（Hualampong）火車站可搭乘火車抵達素叻府，需時約12小時。 

### 渡輪
從班東（Ban Don）和當薩（Don Sak）碼頭可搭乘渡海小輪、快艇和客輪前往蘇梅島。當薩甚至有來回蘇梅的汽車渡輪服務（碼頭位於蘇梅島西岸、那通的南面）。這些船公司也有到帕岸島的服務。 

### 島上交通
島上交通以由小型貨運卡車改裝而成的計程車Song Taew（類似（tuk-tuk））為主，隨叫隨停。另外在主要道路亦有定時往來的小型巴士。也可以自己租賃機車或汽車代步。

## 旅遊
島上的旅遊業於1990年代初起飛，至今已成為泰國最受歡迎的島嶼旅遊地點之一。蘇梅自然景觀資源豐富，擁有眾多水清沙幼的海灘，如循溫海灘（Chaweng）、拉邁海灘（Lamai）、波普海灘（Bo Phut）和湄楠海灘（Mae Nam）；近海佈滿珊瑚礁和潟湖，如柬達籤珊瑚礁（Tong Takien）；島上的瀑布，如欣叻瀑布（Hin Lat ）及納挽瀑布（Na Muang）亦甚為著名。
潛水是蘇梅島上最受歡迎的活動之一，多在附近的龜島進行，那裡的海底能見度為約20至40公尺，有豐富多樣的海洋生態，包括梭魚、鱸魚、玳瑁等，有時甚至可看見鯨鯊，亦可欣賞覆蓋岩石表面的海綿、海葵及珊瑚。帕安島是另一潛水熱點，該處除可欣賞梭魚、鯨魚鯊等外，有時更會遇上魟魚等海洋生物。蘇梅島亦流行海上獨木舟探險活動，遊客可參加當地的探險團，乘坐獨木舟往安通海洋國家公園裡的島嶼群中探險遊覽，觀賞其中的天然岩洞、沙灘、珊瑚礁群及奇岩怪石。
島上大部份的娛樂活動都集中在循溫海灘，海灘旁的主要道路上開滿餐廳、酒吧、及俱樂部等。餐廳種類繁多，除地道泰菜外，意大利、德國等歐陸菜式都有，特產為海產和熱帶水果（特別是椰子和紅毛丹），遊客亦會到酒吧喝啤酒或欣賞人妖表演，亦會到迪斯可徹夜跳舞玩樂。
島上著名的景點亦有菩亞寺（Wat Phra Yai）內高40呎的坐佛、外形像男女生殖器的天然風化石祖父石和祖母石（又稱阿公石和阿媽石），附近的安通海洋國家公園、帕安島和龜島等亦是有名的天然景點。

## 医疗服务
苏梅岛有四家私人医院：苏梅岛国际医院、泰国国际医院、班顿医院和曼谷苏梅医院。政府医院在纳通。

## 友好城市
- 法國 昂布兰

## 附註
1. ↑  周定国 (编). . . 北京: 中国对外翻译出版公司. 2007-10. ISBN 978-7-500-10753-8. OCLC 885528603. OL 23943703M. NLC 003756704.（简体中文）
2. ↑  Joe Bindloss, Steven Martin, Wendy Taylor. . Lonely Planet. ISBN 1740595009.
3. ↑  .   [2009-10-07]. （原始内容存档于2011-07-18）.
4. ↑  Danger in paradise （页面存档备份，存于）《衛報》網上版，查閱於2006年4月16日。
5. ↑  .   [2009-10-07]. （原始内容存档于2009-09-09）.